# K6리그 충북
K6리그 충북(K6 League Chungbuk)은 대한민국 충청북도에서 진행되는 축구 대회이다.

## 역사
2018년에 ' 디비전 - 6 충청북도리그'라는 이름으로 시작되었다. 2018년 시즌부터 2개 지역으로 나눠 12개 선수단이 참가한다.

## 시즌별 결과
| 시즌   | 권역 | 참가 | 우승 | 준우승 | 승격 | 강등 | 비고 |
| ------ | ---- | ---- | ---- | ------ | ---- | ---- | ---- |
| 2018년 | 2개  | 12팀 |      |        |      |      |      |
| 2019년 | 2개  | 12팀 |      |        |      |      |      |

## 같이 보기
- K6리그